# Zemský okres Kleve
Zemský okres Kleve (německy Kreis Kleve) je zemský okres v německé spolkové zemi Severní Porýní-Vestfálsko, ve vládním obvodu Düsseldorf. Sídlem správy zemského okresu je město Kleve. Má přibližně 311 tisíc obyvatel. 

## Města a obce
| Města: 1. Emmerich am Rhein 2. Geldern 3. Goch 4. Kalkar 5. Kevelaer 6. Kleve 7. Rees 8. Straelen | Obce: 1. Bedburg-Hau 2. Issum 3. Kerken 4. Kranenburg 5. Rheurdt 6. Uedem 7. Wachtendonk 8. Weeze |